# Chalodeta
Genre
Chalodeta est un genre d'insectes lépidoptères de la famille des Riodinidae.

## Dénomination
Le nom Chalodeta leur a été donné par Hans Ferdinand Emil Julius Stichel en 1910.
Ils résident en Amérique du Sud.

## Liste des espèces
- Chalodeta chaonitis (Hewitson, [1866]); présent au Mexique, en  Équateur, en Guyana, en Guyane, à Trinité-et-Tobago et au Brésil.
- Chalodeta chelonis (Hewitson, [1866]); présent au Brésil.
- Chalodeta chitinosa Hall, 2002; présent au Venezuela, en Colombie, en  Équateur, en Guyana, en Bolivie et au Brésil.
- Chalodeta chlosine Hall, 2002; présent en Colombie, en  Équateur, en Bolivie, au Brésil et au Pérou.
- Chalodeta lypera (Bates, 1868); présent au Guatemala et au Brésil.
- Chalodeta panurga Stichel, 1910
- Chalodeta pescada Hall & Willmott, 1998;  en  Équateur.
- Chalodeta theodora (C. & R. Felder, 1862); présent au Brésil, au Pérou, en Bolivie et en Colombie

### Source
- Chalodeta sur funet